# Leefbaar Alkmaar
Leefbaar Alkmaar (LA) is een lokale Nederlandse politieke partij in de gemeente Alkmaar. De partij is ontstaan in oktober 1999 en bij de verkiezingen van maart 2002 meeliftend zoals alle leefbaarpartijen.
De partij haalde bij de gemeenteraadsverkiezingen van 2002 in één klap vier zetels. Bij de gemeenteraadsverkiezingen in 2006 halveerde de partij naar twee zetels, maar bij de twee daarop volgende verkiezingen stabiliseerde LA op drie zetels. Naar aanleiding van de gemeentefusie tussen Alkmaar, Schermer en Graft-De Rijp per 1 januari 2015 ging LA een samenwerking aan met Schermer Belang. Na de verkiezingen in 2022 nam LA voor het eerst deel aan het college van B&W.

## Volksvertegenwoordiging
De partij heeft bij verschillende verkiezingen de volgende resultaten behaald:
| Jaar | Stemmen | %     | Zetels |
| ---- | ------- | ----- | ------ |
| 2002 | 4.368   | 11,11 | 4 / 37 |
| 2006 | 2.497   | 6,23  | 2 / 37 |
| 2010 | 3.087   | 8,21  | 3 / 37 |
| 2014 | 2.620   | 7,25  | 3 / 39 |
| 2018 | 2.583   | 5,44  | 2 / 39 |
| 2022 | 3.028   | 6,56  | 3 / 39 |